# Талиш
Талиш (азерб. Talış; перс. تالش, трансліт. Tālesh) — історико-географічна область у південнозахідного берега Каспійського моря, історична батьківщина талишів, що говорять талиською мовою.
Нині Талиш розділений між Азербайджаном та Іраном. Ця область знаходиться на північ від річки Сефідруд, що стікає через гори Ельбурс в іранському остані Ґілян, та на південь від річки Аракс на півдні Азербайджану.
Основне місто регіону — Ленкорань, більшість населення якого складають етнічні талиші.